# Bandera del Sudán
La bandera del Sudán fue adoptada el 20 de mayo de 1970. Es una bandera dividida en franjas horizontales del mismo tamaño. La franja superior es de color rojo, la central es blanca y la inferior negra. En el lado más próximo al mástil figura un triángulo de color verde.
Hasta el golpe militar encabezado por Yaafar al-Numeiry que tuvo lugar en 1969, la bandera de Sudán fue de color azul, amarillo y verde. Años antes de la independencia de Sudán del Sur, ya se consideraba sólo el estandarte de la región norte del país. Sudán del Sur había adoptado una nueva bandera, la actual, con un triángulo azul al asta y una estrella amarilla en el interior, además de una franja negra, una roja y otra verde, todas horizontales, separadas entre sí por dos finas franjas blancas.

## Simbolismo
El rojo significa la sangre vertida de los mártires y sacrificio de la independencia, el blanco significa la paz, optimismo y luz, el verde significa Islam y agricultura y el negro simboliza Sudán, Sudán quiere decir negro en árabe.

## Banderas históricas

Bandera usada durante la guerra mahdista y en el Estado mahdista (1885-1899)
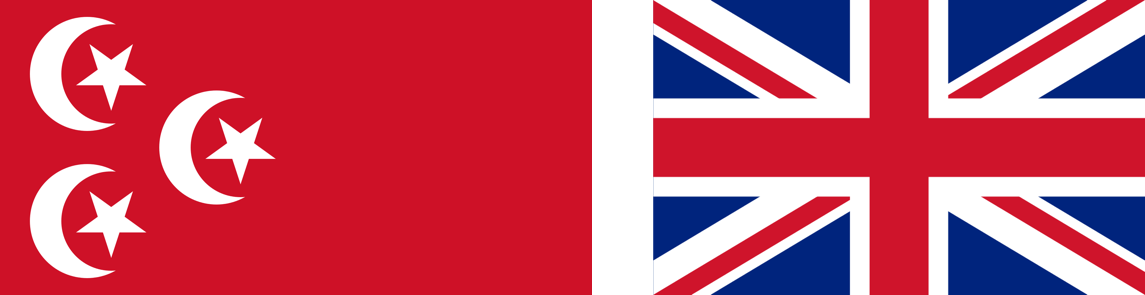
Bandera del Sudán anglo-egipcio (1914-1922)
Bandera del Sudán anglo-egipcio (1899-1956)
Bandera provisional del Sudán en la Conferencia de Bandung (1955)
Bandera del Sudán (1956-1970)

## Otras banderas

Bandera del Gobernador General del Sudán Anglo-Egipcio
Pabellón naval del Sudan
Insignia del Servicio de Aduanas del Sudán (1956-1970)
Pabellón naval del Súdan
Pabellón de la Fuerza Aérea Sudanesa
Estandarte del Presidente del Sudán
Estandarte del Presidente de la República Democrática del Sudán (1969-1985)